# Max-Günther Schrank
August Max-Günther Schrank (19 novembre 1898 – 22 settembre 1960) è stato un militare tedesco, generale di divisione della Germania nazista che comandò la 5ª Divisione di montagna Whermacht durante la Seconda guerra mondiale. È stato anche insignito della Croce di Cavaliere della Croce di Ferro per la Battaglia di Creta.

## Onorificenze
- Croce di Ferro di seconda (1918) e prima (1919) classe
- Barretta per la Croce di Ferro di seconda (1939) e prima (1939) classe
- Croce d'onore della guerra mondiale 1914/1918 (1934)
- Croce di Cavaliere della Croce di Ferro il 17 luglio 1941 come Oberstleutnant e comandante del I.Gebirgsjäger-Regiment 100[1].
- Ordine al merito militare di Baviera
- 4ª classe con spade (1919)

### Citazioni
1. ↑  Scherzer 2007, p. 683